# 聖彼德羅皮努拉
聖彼德羅皮努拉（西班牙語：San Pedro Pinula），是危地馬拉的城鎮，位於該國東南部，由哈拉帕省負責管轄，面積376平方公里，海拔高度1,044米，2002年人口43,092，人口密度每平方公里114.61人。
14°40′N 89°51′W / 14.667°N 89.850°W